# Mammuth Hockey Roma
L'A.S.D. Mammuth Hockey Roma è una società di hockey in-line maschile e femminile di Roma che partecipa al campionato di Serie A1, al campionato Nazionale di Serie B, a due campionati interregionali giovanili ed al campionato nazionale femminile. Nell'ottobre 2012 ha cambiato denominazione da Latina In Line in A.S.D. Mammuth Hockey Roma.

## Storia
L’A.S.D Mammuth Hockey Roma (Mammuth Roma) nasce nel maggio 1997 con il nome di A.S. Latina In Line e nel giugno del 1999 subisce un radicale cambio al vertice societario e della Società stessa, con un nuovo statuto e con un nuovo gruppo di dirigenti più determinati a conseguire successi in questo sport. Nell'estate del 2012, l'A.S. Latina In Line diventa A.S.D. Mammuth Hockey Roma.
La politica societaria segue due linee principali: espansione e consolidamento dell'attività sportiva e l'attività si muove in un settore estremamente nuovo per il panorama sportivo italiano, in particolare nell'area geografica di Roma.
A seguito di questi sforzi e del lavoro svolto finora, negli ultimi anni la società è cresciuta sul territorio. Infatti, oltre al consolidato settore giovanile, dalla stagione 2009/2010 è stata iscritta presso la FIHP, una seconda squadra senior che va così ad occupare un altro posto nel panorama nazionale, quello della Serie B, programma ambizioso che sarà anche un'ulteriore possibilità per far crescere i giovani.
L'A.S.D. Mammuth Hockey Roma è affiliata alla Federazione Italiana Hockey e Pattinaggio ed alla Lega Nazionale Hockey.

## Campionati
- 2001/2002 - Lazio-Umbria – Serie B –  2° Classificati a 3 punti dalla prima (6 squadre)
- 2002/2003 – Girone E  – Serie B –  2° Classificati a 5 punti dalla prima (7 squadre) promozione in A2
- 2003/2004 – Girone A  – Serie A2 –  5° Classificati a 24 punti dalla prima (8 squadre)
- 2004/2005 – Girone B1 – Serie A2  – 4° Classificati a 18 punti dalla prima (6 squadre)
- 2005/2006 – Girone B  – Serie A2  – 1° Classificati a 2 punti dalla seconda con una sola sconfitta (8 squadre) promozione in A1
- 2006/2007 – Girone A  – Serie A1  – 7° Classificati - Retrocessione in serie A2
- 2007/2008 - Serie A2 - 1º classificato poi Poule promozione A2/A1: 4º classificato
- 2008/2009 - Serie A2 -
- 2009/2010 - Serie A2 - 3° classificati a 11 punti dalla prima (8 squadre)
- 2010/2011 - Serie A2 - 2° Classificati a 7 punti dalla prima (10 poi 9 squadre con il ritorno di Spinea) - Promozione in A1
- 2011/2012 - 9ª in serie A1
- 2012/2013 - 8ª in serie A1